# The Unveiling Hand
The Unveiling Hand er en amerikansk stumfilm fra 1919 af Frank Hall Crane.

## Medvirkende
- Kitty Gordon som Margaret Ellis
- Frederick Warde som Judge Ellis
- Irving Cummings som Philip Bellamy
- George MacQuarrie som Bob Harding
- Reginald Carrington som Harding